# Alice Cruz
Maria Alice Amorim Cruz ComM (Póvoa de Varzim, 30 de janeiro de 1940 – Lisboa, 10 de junho de 1994) foi uma locutora e apresentadora de televisão portuguesa.

## Biografia
Começou por trabalhar em Angola, primeiro como locutora da Emissora Católica e depois como locutora da Emissora Oficial de Angola. Nesta posição fez reportagem, entrevistas, teatro radiofónico e produção de programas, como por exemplo a apresentação do programa Chá das Seis.
Estreou-se na RTP em 1963, no programa Presença no Ultramar.
No entanto, só quatro anos depois ingressou nos quadros da RTP, onde já apresentava a rubrica Ponto de Vista.
Foi só em 1970 que se impôs definitivamente como uma das caras mais conhecidas e respeitadas da televisão portuguesa. Para isso, contribuiu a apresentação do programa A Hora do Almoço, com que a RTP se estreou em emissões naquele período do dia. Tratava-se de um programa que incluía rubricas informativas, recreativas e de divulgação. Alternava a apresentação com Ana Zanatti e Linda Bringel.
Em 1972, viveu outro dos momentos altos da sua carreira ao apresentar o programa Domingo à Noite, que era gravado no Teatro Maria Matos, em Lisboa. "Domingo à Noite" era um dos programas preferidos do público, sendo constituído por números musicais, de bailado e de humor, neste caso protagonizados por Florbela Queiroz e Norberto de Sousa.
O programa teve 60 edições e partilhou a apresentação com Henrique Mendes, Eládio Clímaco e Maria Margarida. É também em 1972 que apresenta pela primeira vez o Festival RTP da Canção, juntamente com Carlos Cruz.
No ano seguinte, participou ao lado de Artur Agostinho no programa de entrevistas O Tempo em que Você Nasceu.
A partir daí, foi uma presença assídua na RTP, tanto na apresentação de programas de entretenimento como de concursos.
Além da televisão, colaborou com os Parodiantes de Lisboa, teve uma passagem pela rádio, na Antena 1, onde apresentou Felizmente há Domingos e assinou uma rubrica, Querida Alice, no jornal Tal & Qual. Entre 1988 e 1991, acumulou as funções de locutora com a de directora da revista feminina Guia.
Foi casada com o também locutor e apresentador Rui Romano.
Teve um filho, José Luís, nascido em 1960.
Vítima de um atropelamento em Sobral de Monte Agraço, vem a falecer no Hospital de Santa Maria em Lisboa, a 10 de junho de 1994, aos 54 anos de idade.
Em 15 de dezembro de 1994, foi feita Comendadora da Ordem do Mérito, a título póstumo, pelo Presidente Mário Soares.

## Homenagem
A Câmara Municipal de Lisboa atribuiu o seu nome a um jardim em São Domingos de Benfica em 1995.
| Precedido por Henrique Mendes e Ana Maria Lucas                       | Apresentadores do Festival RTP da Canção 1972 (com Carlos Cruz)                                                                      | Sucedido por Alice Cruz e Artur Agostinho      |
| Precedido por Alice Cruz e Carlos Cruz                                | Apresentadores do Festival RTP da Canção 1973 (com Artur Agostinho)                                                                  | Sucedido por Glória de Matos e Artur Agostinho |
| Precedido por Eládio Clímaco e Rita Ribeiro                           | Apresentadores do Festival RTP da Canção 1982 (com José Fialho Gouveia, Ivone Silva e Camilo de Oliveira)                            | Sucedido por Valentina Torres e Eládio Clímaco |
| Precedido por Margarida Andrade, Eládio Clímaco e José Fialho Gouveia | Apresentadores do Festival RTP da Canção 1986 (com Ana Zanatti, Eládio Clímaco, José Fialho Gouveia, Henrique Mendes e Maria Helena) | Sucedido por Ana Zanatti                       |